# Shure SM57

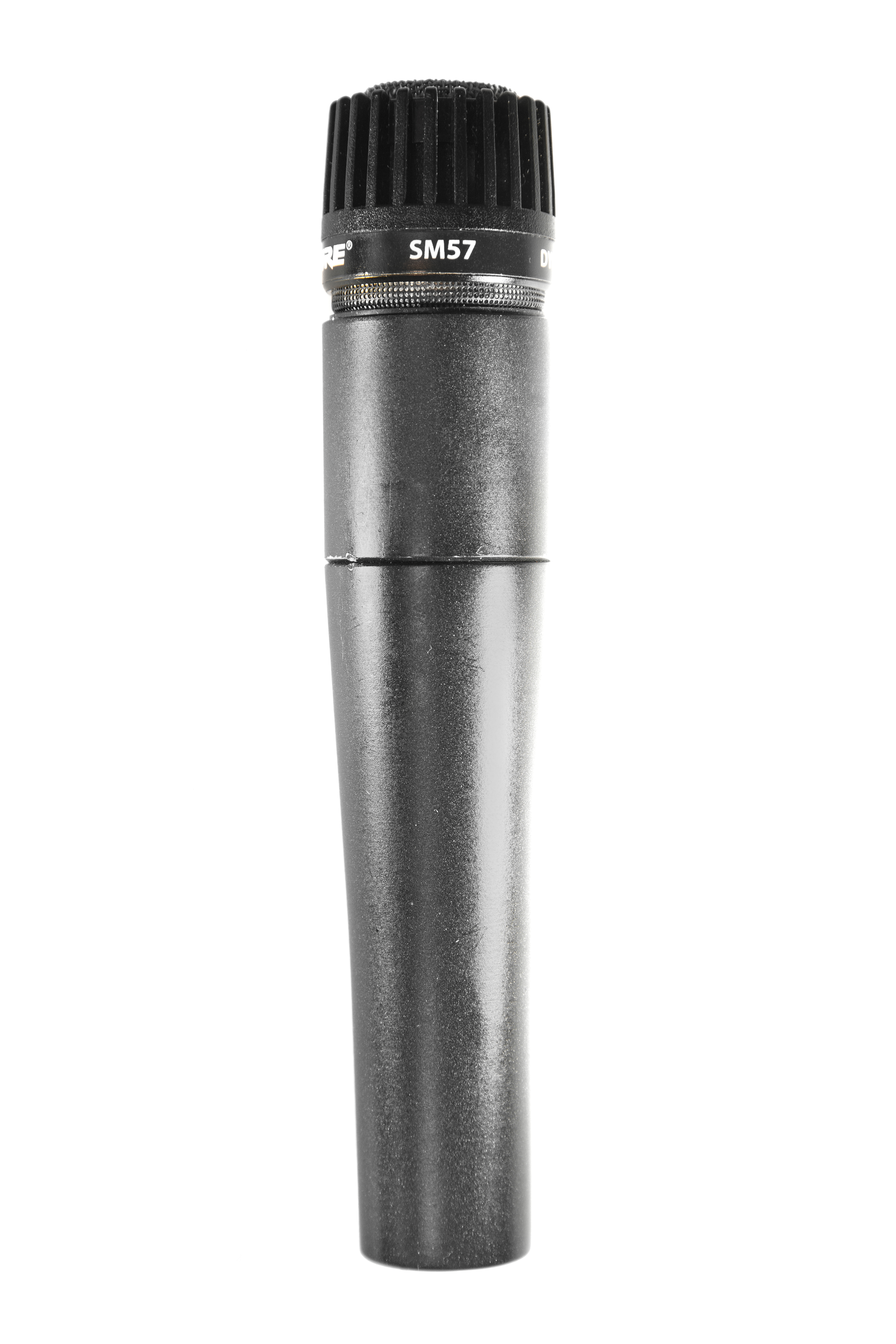
Shure SM57

Lo Shure SM57 è un microfono elettrodinamico a bassa impedenza con figura polare cardioide. Prodotto da Shure Incorporated, è comunemente usato sia per l'amplificazione dal vivo sia nelle registrazioni in studio. È uno dei microfoni più venduti nel mondo: nel 2004 infatti, in onore dei suoi quarant'anni di "robusta ed affidabile performance", è stato introdotto nella TEC Awards Hall Of Fame.

## Storia
L'origine dell'SM57 può essere ricondotta al 1939 quando un ingegnere della Shure, Ben Bauer, realizzò il primo microfono direzionale a corpo singolo, l'Unidyne, che presentava una figura polare cardioide. Nel 1959 un altro ingegnere Shure, Ernie Seeler, sviluppò il progetto creando una nuova versione del microfono, l'Unidyne III. Dopo tre anni di duro lavoro e centinaia di test nacque la serie di capsule SM, impiegate per l'SM57 e la sua controparte vocale, l'SM58. La sigla "SM" sta per Studio Microphone; Seeler fu un appassionato di musica classica, e concepì l'SM57 per l'amplificazione delle orchestre. Disprezzava la musica rock ma, ironia della sorte, l'SM57 divenne uno dei microfoni più utilizzati in questo genere musicale.

## Caratteristiche
L'SM57 monta una capsula molto simile a quella dell'SM58, ma presenta alcune differenze di tipo acustico e meccanico. Come l'SM58, l'SM57 è equipaggiato con un connettore XLR che presenta un'uscita bilanciata, che aiuta a minimizzare i ronzii e rumori. Come dichiarato da Shure, la risposta in frequenza si estende da 40 Hz a 15 kHz. L'SM57 viene prodotto in USA, Messico e Cina.
Il suo A2WS è un accessorio antivento che attenua il rumore del vento e delle consonanti plosive (ad esempio le "p" e le "b") e protegge la capsula del microfono.
| Tipo                  | Elettrodinamico a bobina mobile                                                                          |
| Figura/e polari       | Cardioide                                                                                                |
| Risposta in frequenza | 40-15000 Hz                                                                                              |
| Sensibilità           | 1,58 mV/Pa (1 Pa=94 dB SPL)                                                                              |
| Impedenza di uscita   | 310 Ω |
| Connettore            | XLR 3 pin maschio                                                                                        |
| Peso                  | 0,284 kg                                                                                                 |
| Polarità              | Una pressione positiva sul diaframma produce un tensione positiva sul pin 2 rispetto al pin 3            |
| Involucro             | Acciaio pressofuso smaltato grigio scuro, con griglia in policarbonato e schermo in acciaio inossidabile |

## Utilizzi
L'SM57 è un microfono molto versatile, scelto da molti tecnici del suono. Grazie alla sua robusta costruzione e alla sua capacità di lavorare bene con elevate pressioni sonore, trova la sua applicazione più comune nella ripresa di vari strumenti a percussione, come grancasse e rullanti, o amplificatori per chitarre elettriche o bassi elettrici. La Scuola di Ingegneria del Suono (SAE) raccomanda l'SM57 (insieme ad altri produttori e modelli) per quattro ruoli in un kit di batteria: grancassa, rullante, tom e timpano. La figura polare cardioide riduce la ripresa di suoni indesiderati e l'innescare dell'effetto Larsen (comunemente detto feedback o loop).
Ogni presidente degli Stati Uniti a partire da Lyndon B. Johnson ha amplificato i propri discorsi con l'SM57. È il microfono del leggio dell'Agenzia delle Comunicazioni della Casa Bianca dal 1965, l'anno della sua introduzione sul mercato.